# ماتویایان
ماتویایان (نام علمی: Mattheviidae) نام یک تیره از رده گهواره دریایی است.